# Jon Persson
Jon Persson (23 de octubre de 1986) es un deportista sueco que compite en tenis de mesa. Ganó una medalla de bronce en el Campeonato Europeo de Tenis de Mesa de 2022, en el torneo de dobles.

## Palmarés internacional
| Campeonato Europeo | Campeonato Europeo | Campeonato Europeo | Campeonato Europeo |
| Año                | Lugar              | Medalla            | Prueba             |
| ------------------ | ------------------ | ------------------ | ------------------ |
| 2022               | Múnich (Alemania)  | Medalla de bronce  | Dobles             |